# Jesús Cuéllar
Jesús Marcelo Andrés Cuéllar (Nacido el 28 de diciembre de 1986 en José C. Paz, Buenos Aires, Argentina) es un boxeador profesional y excampeón regular de la WBA peso pluma. Ocupó el título de peso pluma (regular) de la WBA de 2015 a 2016.

## Carrera amateur
Jesús tuvo un récord amateur de 230-10 y fue miembro de la Selección Nacional de Argentina.

## Carrera profesional

### Campeonato Peso Pluma de la WBA
Cuéllar derrotó a Claudio Marrero para el interino AMB peso pluma Campeonato de Friday Night Fights en agosto de 2013 en una pelea cerrada. Cuéllar fue el peleador más agresivo y anotó una caída en la sexta ronda.

### Cuéllar vs Ramos
En su primera defensa del título, Jesus Cuéllar venció en decisión unánime a Rico Ramos. El argentino anotó una caída en el primer asalto y le descontaron un punto en el octavo

### Cuéllar vs Lopez
En su segunda defensa, venció con un gran ko al veterano excampeón mundial Juan Manuel López

### Cuéllar vs Mares
El 10 de diciembre de 2016, Cuellar defendió su título de peso pluma regular de la AMB contra Abner Mares , quien ocupaba el puesto número 6 de la AMB en peso pluma. Mares derrotó a Cuellar por decisión dividida, anotando 117-110, 116-111 y 112-115 en las tarjetas.

### Cuéllar Vs Davis
En su siguiente pelea, Cuellar peleó contra el número 3 de la AMB, Gervonta Davis , por el título vacante de peso súper pluma de la AMB. Davis derribó a Cuellar tres veces en camino a una victoria por nocaut en el tercer asalto para ganar el título de la AMB.

### Cuéllar vs Fortuna
El 2 de noviembre de 2019 Cuellar se enfrentó a Javier Fortuna . Fortuna dominó a Cuellar y lo derribó dos veces en camino a una victoria por nocaut en el segundo asalto.

## Record profesional
| 29 victorias (22 nocauts), 4 derrotas, 0 empates |        |                                  |      |             |            |                                                                                 |                                                          |  |
| Res.                                             | Récord | Rival                            | Tipo | Asalto      | Fecha      | Lugar                                                                           | Notas                                                    |  |
| D                                                | 29–4   | Javier Fortuna                   | KO   | 2 (10) 2:01 | 2019-11-2  | MGM National Harbor, Oxon Hill, Maryland,                                       |                                                          |  |
| G                                                | 29–3   | Carlos Padilla                   | KO   | 2 (6) 0:33  | 2019-03-9  | Dignity Health Sports Park, Carson, California                                  |                                                          |  |
| D                                                | 28–3   | Gervonta Davis                   | TKO  | 3 (12)      | 2018-04-21 | Barclays Center, Brooklyn, USA                                                  | Por el título WBA (Super) mundial peso superpluma        |  |
| D                                                | 28–2   | Abner Mares                      | SD   | 12          | 2016-12-10 | USC Galen Center, Los Angeles, USA                                              | Pierde el título WBA (Regular) mundial peso pluma        |  |
| G                                                | 28–1   | Jonathan Oquendo                 | UD   | 12          | 2015-12-05 | Barclays Center, Brooklyn, New York, USA                                        | Retiene el título WBA (Regular) mundial peso pluma       |  |
| G                                                | 27–1   | Vic Darchinyan                   | TKO  | 8 (12)      | 2015-06-06 | Stubhub Center, Carson, California, USA                                         | Retiene el título WBA (Regular) mundial peso pluma       |  |
| G                                                | 26–1   | Ruben Tamayo                     | TKO  | 5 (12)      | 2014-12-20 | Little Creek Casino Resort, Shelton, Washington, USA                            | Retiene el título interino WBA mundial peso pluma        |  |
| G                                                | 25–1   | Juan Manuel López                | KO   | 2 (12)      | 2014-09-11 | Hard Rock Hotel and Casino, Las Vegas, Nevada, USA                              | Retiene el título interino WBA mundial peso pluma        |  |
| G                                                | 24–1   | Rico Ramos                       | UD   | 12 (12)     | 2014-05-02 | Hard Rock Hotel and Casino, Las Vegas, Nevada, USA                              | Retiene el título interino WBA mundial peso pluma        |  |
| G                                                | 23–1   | Claudio Marrero                  | UD   | 12 (12)     | 2013-08-23 | Turning Stone Resort & Casino, Verona, New York, USA                            | Gana el título interino WBA mundial peso pluma           |  |
| G                                                | 22–1   | Gustavo Daniel González          | TKO  | 1 (8)       | 2012-12-12 | Luna Park, Buenos Aires, Distrito Federal, Argentina                            |                                                          |  |
| G                                                | 21–1   | Jean Javier Sotelo               | TKO  | 1 (10)      | 2012-11-30 | Centro Recreativo Municipal Néstor Carlos Kirchner, Buenos Aires, Argentina     |                                                          |  |
| G                                                | 20–1   | Claudio Rosendo Tapia            | KO   | 2 (10)      | 2012-08-31 | Centro Recreativo Municipal Néstor Carlos Kirchner, Buenos Aires, Argentina     |                                                          |  |
| G                                                | 19–1   | Miguel Leonardo Caceres          | MD   | 10 (10)     | 2012-02-04 | Centro Recreativo Municipal Néstor Carlos Kirchner, Buenos Aires, Argentina     |                                                          |  |
| G                                                | 18–1   | Ramon Elizer Esperanza           | TKO  | 4 (10)      | 2011-11-25 | Centro Recreativo Municipal Néstor Carlos Kirchner, Buenos Aires, Argentina     |                                                          |  |
| D                                                | 17–1   | Oscar Escandon                   | TKO  | 7 (12)      | 2011-10-15 | Centro Recreativo Municipal Néstor Carlos Kirchner, Buenos Aires, Argentina     |                                                          |  |
| G                                                | 17–0   | Hugo Orlando Gómez               | TKO  | 3 (12)      | 2011-07-23 | Centro Recreativo Municipal Néstor Carlos Kirchner, Buenos Aires, Argentina     | Retuvo el título interino latino de peso pluma de la WBO |  |
| G                                                | 16–0   | Ramon Armando Torres             | KO   | 4 (10)      | 2011-04-16 | Centro Recreativo Municipal Néstor Carlos Kirchner, Buenos Aires, Argentina     | Retuvo el título interino latino de peso pluma de la WBO |  |
| G                                                | 15–0   | Jose Saez                        | TKO  | 2 (12)      | 2011-01-15 | Centro Recreativo Municipal Néstor Carlos Kirchner, Buenos Aires, Argentina     | Retuvo el título interino latino de peso pluma de la WBO |  |
| G                                                | 14–0   | Diego Herminio Alejandro Sananco | RTD  | 8 (12)      | 2010-10-23 | Escuela Técnica Nº 1, Salto Argentino, Buenos Aires, Argentina                  | Retuvo el título interino latino de peso pluma de la WBO |  |
| G                                                | 13–0   | Miguel Leonardo Caceres          | UD   | 10 (10)     | 2010-08-21 | Club Atlético Adelante, Reconquista, Santa Fe, Argentina                        |                                                          |  |
| G                                                | 12–0   | Claudio Rosendo Tapia            | RTD  | 11 (12)     | 2010-04-30 | Asociación Mutual Club El Tala, San Francisco, Córdoba, Argentina               | Retuvo el título interino latino de peso pluma de la WBO |  |
| G                                                | 11–0   | Lucas Rafael Baez                | TKO  | 1 (10)      | 2010-02-27 | Asociación Española Tiro y Deportiva Jorge Ross, La Carlota, Córdoba, Argentina |                                                          |  |
| G                                                | 10–0   | Luis Armando Juárez              | UD   | 12 (12)     | 2009-10-24 | Estadio Cubierto Municipal, Dean Funes, Córdoba, Argentina                      | Ganó el título interino latino de peso pluma de la WBO   |  |
| G                                                | 9–0    | Victor Cardozo Coronel           | TKO  | 9 (10)      | 2009-09-04 | Club Atlético Jorge Newbery, Maipú, Buenos Aires, Argentina                     |                                                          |  |
| G                                                | 8–0    | Julio Cesar Ruiz                 | TKO  | 3 (10)      | 2009-05-23 | Club Sarmiento, Dolores, Buenos Aires, Argentina                                |                                                          |  |
| G                                                | 7–0    | Cristian Javier Olmedo           | KO   | 3 (6)       | 2009-03-21 | Club Sportivo La Calera, La Calera, Córdoba, Argentina                          |                                                          |  |
| G                                                | 6–0    | Marcelo Antonio Gómez            | UD   | 6 (6)       | 2009-01-24 | Casino Villa Carlos Paz, Villa Carlos Paz, Córdoba, Argentina                   |                                                          |  |
| G                                                | 5–0    | Carlos Alberto Ibarra            | TKO  | 2 (4)       | 2008-12-06 | Club Social y Deportivo San Vicente, Bell Ville, Córdoba, Argentina             |                                                          |  |
| G                                                | 4–0    | Pascal Bouchez                   | KO   | 1 (4)       | 2008-11-01 | Koenig Pilsener Arena, Oberhausen, Nordrhein-Westfalen, Germany                 |                                                          |  |
| G                                                | 3–0    | Juan Ramon Alfonsín              | KO   | 1 (4)       | 2008-08-02 | Gimnasio Municipal, Pergamino, Buenos Aires, Argentina                          |                                                          |  |
| G                                                | 2–0    | Juan Antonio Alcaraz             | RTD  | 1 (4)       | 2008-07-11 | Club Deportivo Libertad, Sunchales, Santa Fe, Argentina                         |                                                          |  |
| G                                                | 1–0    | Cristian Omar Giménez            | TKO  | 1 (4)       | 2008-06-14 | Club Social y Deportivo Mar de Ajó, Mar de Ajo, Buenos Aires, Argentina         |                                                          |  |